# Paulina Kellogg Wright Davis
Paulina Kellogg Wright Davis (Bloomfield, 7 agosto 1813 – Providence, 24 agosto 1876) è stata un'attivista e educatrice statunitense.
Convinta abolizionista e suffragista, fu una delle fondatrici della New England Woman Suffrage Association.

## Biografia
Davis nacque a Bloomfield, New York, dal capitano Ebenezer Kellogg e Polly (Saxton) Kellogg. La famiglia si trasferì alla frontiera vicino alle Cascate del Niagara nel 1817. Entrambi i suoi genitori morirono e andò a vivere con sua zia nel 1820 a Le Roy, New York. Si unì alla chiesa presbiteriana, sebbene la trovasse ostile alle donne schiette. Voleva diventare una missionaria, ma ciò non era consentito alle donne single.
Davis sposò Francis Wright nel 1833, un ricco commerciante di Utica. Avevano opinioni simili e lasciarono entrambi la chiesa per protestare contro la sua posizione a favore della schiavitù, entrando a far parte del comitato esecutivo della Central New York Anti-Slavery Society. Nel 1835 Davis e suo marito organizzarono una convenzione contro la schiavitù a Utica. Inoltre sostennero le riforme dei diritti delle donne insieme a Susan B. Anthony, Elizabeth Cady Stanton e Ernestine Rose. Francis Wright morì nel 1845 e la coppia non ebbe figli.
Davis si trasferì a New York per studiare medicina dopo la morte di suo marito. Nel 1846 tenne lezioni di anatomia e fisiologia solo alle donne. Importò un manichino medico e visito la parte orientale degli Stati Uniti insegnando alle donne e spingendole a diventare medici. Nel 1849 sposò Thomas Davis, un democratico di Providence, e adottarono due figlie.
Nel 1850 Davis iniziò a concentrare le sue energie sui diritti delle donne. Smise di tenere conferenze e contribuì a organizzare il primo Convegno nazionale per i diritti delle donne a Worcester, nel Massachusetts, al quale presiedette e tenne il discorso di apertura. Fu presidente del Comitato centrale nazionale per i diritti della donna dal 1850 al 1858. Nel 1853 iniziò a pubblicare il giornale femminile The Una, cedendo la responsabilità a Caroline Healey Dall nel 1855.
Davis fu una dei fondatori della New England Woman Suffrage Association nel 1868. Quando il gruppo si divise, lei e Susan B. Anthony furono coinvolte nella National Woman Suffrage Association. Nel 1870 organizzò il ventesimo anniversario della riunione del Movimento per il suffragio femminile e pubblicò The History of the National Woman's Rights Movement.

## Morte e onorificenze
Davis morì nel 1876 a Providence, nel Rhode Island, e fu ricordata da Elizabeth Cady Stanton. È stata introdotta nella National Women's Hall of Fame nel 2002. Nel 2003 è stata introdotta nella Rhode Island Heritage Hall of Fame insieme a suo marito.